# حمید گودرزی
حمید گودرزی (زاده ۲ آذر ۱۳۵۶ در بروجرد) بازیگر و مجری ایرانی است.
او فارغ‌التحصیل بازیگری از دانشکده هنر و معماری دانشگاه آزاد تهران است. وی فعالیت هنری را با بازی در نمایش «کشتی اسپرانزا» به کارگردانی محمد رحمانیان آغاز کرد. نخستین تجربه سینمایی او، بازی کوتاهی در فیلم «سهراب» به کارگردانی سعید سهیلی است.

## زندگی‌نامه
گودرزی در بروجرد متولد شد. او در ۲۱ شهریور ۱۳۸۳ با ماندانا دانشور ازدواج کرد. زندگی این دو پس از دوازده سال در سال ۱۳۹۵ به جدایی انجامید. گودرزی، نقش‌های پرشماری در آثار تلویزیونی داشته که معمولاً با استقبال خوبی نیز همراه بوده‌است. تکرار موفقیت در سینما وی را تبدیل به یکی از بازیگران شناخته شدهٔ سینمایی نیز بدل ساخت.
در نوزدهمین جشن حافظ (دنیای تصویر) با یاد علی معلم و با حضور چهره‌های حوزه سینما و تلویزیون، پنجشنبه ۲۰ تیر ۹۸ برگزار شد حمید گودرزی به همراه همسر دوم اش حضور یافت.

## فیلم سینمایی
| سال تولید | نام فیلم            | کارگردان           |
| --------- | ------------------- | ------------------ |
| ۱۳۹۷      | سلام علیکم حاج آقا  | حسین تبریزی        |
| ۱۳۹۶      | پریسا               | محمدرضا رحمانی     |
| ۱۳۹۵      | خرچنگ               | مصطفی شایسته       |
| ۱۳۹۳      | ایران برگر          | مسعود جعفری جوزانی |
| ۱۳۹۳      | روباه               | بهروز افخمی        |
| ۱۳۸۹      | دزدان خیابان جردن   | وحید اسلامی        |
| ۱۳۸۹      | زن‌ها شگفت انگیزند   | مهرداد فرید        |
| ۱۳۸۸      | داماد خجالتی        | آرش معیریان        |
| ۱۳۸۸      | خیابان بیست و چهارم | سعید اسدی          |
| ۱۳۸۷      | کیش و مات           | جمشید حیدری        |
| ۱۳۸۷      | انعکاس              | رضا کریمی          |
| ۱۳۸۶      | تلافی               | سعید اسدی          |
| ۱۳۸۶      | قرنطینه             | منوچهر هادی        |
| ۱۳۸۶      | مجنون لیلی          | قاسم جعفری         |
| ۱۳۸۵      | بی وفا              | اصغر نعیمی         |
| ۱۳۸۵      | گناه من             | مهرشاد کارخانی     |
| ۱۳۸۴      | چپ دست              | آرش معیریان        |
| ۱۳۸۴      | قتل آنلاین          | مسعود آب‌پرور       |
| ۱۳۸۳      | بازنده              | قاسم جعفری         |
| ۱۳۸۱      | پسران مهتاب         | مهدی ودادی         |
| ۱۳۷۸      | سهراب               | سعید سهیلی         |

## سریال‌ها و نمایش خانگی
| سال تولید | نام مجموعه        | کارگردان                  | شبکه            | توضیحات                                     |
| --------- | ----------------- | ------------------------- | --------------- | ------------------------------------------- |
| ۱۴۰۲      | تی‌ان‌تی            | حامد آهنگی                | فیلیمو          |                                             |
| ۱۴۰۲      | نیوکمپ            | منوچهر هادی               | فیلیمو          |                                             |
| ۱۴۰۱      | طلاق              | ابوالقاسم طالبی           |                 |                                             |
| ۱۳۹۹–۱۴۰۱ | ارثیه پدری        | میلاد بنایی و مهدی نقویان | آیو             |                                             |
| ۱۳۹۹      | روزهای ابدی       | جواد شمقدری               | ۱               |                                             |
| ۱۳۹۸      | بر سر دو راهی     | بهرنگ توفیقی              | ۲               |                                             |
| ۱۳۹۷      | خط تماس           | جواد شمقدری               | ۱               |                                             |
| ۱۳۹۷      | دلدادگان          | منوچهر هادی               | ۳               |                                             |
| ۱۳۹۶      | هاتف              | داریوش یاری               | ۱               |                                             |
| ۱۳۹۵      | گشت ویژه          | مهدی رحمانی               | ۱               |                                             |
| ۱۳۹۲      | بچه‌های نسبتاً بد   | سیروس مقدم                | ۱               |                                             |
| ۱۳۹۱      | زمانه             | حسن فتحی                  | ۳               |                                             |
| ۱۳۸۹      | قلب یخی (فصل اول) | محمدحسین لطیفی            | تصویر دنیای هنر | نخستین سریال ویژه شبکه نمایش خانگی در ایران |
| ۱۳۸۸      | پنجمین خورشید     | علیرضا افخمی              | ۳               | رمضان ۱۳۸۸                                  |
| ۱۳۸۳      | کمکم کن           | قاسم جعفری                | ۲               | رمضان ۱۳۸۳                                  |
| ۱۳۸۳      | تب سرد            | علیرضا افخمی              | ۳               | -                                           |
| ۱۳۸۱      | مسافری از هند     | قاسم جعفری                | ۳               | -                                           |
| ۱۳۸۰      | دیوار شیشه ای     | مهدی صباغ‌زاده             | ۲               | -                                           |
| ۱۳۷۸      | دانی و من         | علی عبدالعلی‌زاده          | شبکه تهران      | سریال کودکانه                               |

## اجرا
| سال     | نام برنامه               | شبکه             |
| ------- | ------------------------ | ---------------- |
| ۱۳۹۷–۹۸ | پنج ستاره                | شبکه پنج سیما    |
| ۱۳۹۷    | ۱۳ شمالی                 | شبکه نمایش خانگی |
| ۱۳۹۷    | بهارجان (ویژه تحویل سال) | شبکه پنج سیما    |
| ۱۳۹۹    | کودک شو                  | شبکه نسیم        |

## موسیقی
پاییز برگشنه تیتراژ برنامه من و شما ۲۶ مهر ۱۳۹۶